# Indri
Indri (znanstveno ime Indri indri), imenovan tudi babakoto, je eden največjih živečih lemurjev z dolžino glave in telesa približno 64–72 cm in težo med 6 in 9,5 kg. Ima črno-belo dlako in ohranja pokončno držo med plezanjem ali oprijemanjem. Je monogamen in živi v majhnih družinskih skupinah, ki se gibljejo po krošnjah, je rastlinojed, prehranjuje se predvsem z listi, pa tudi s semeni, plodovi in cvetovi. Skupine so precej vokalne, komunicirajo z drugimi skupinami s petjem, rjovenjem in drugimi vokalizacijami. Poleg ljudi je edini znani sesalec, ki zna uporabljati ritem.
Je dnevni prebivalec dreves, soroden sifakam in je tako kot vsi lemurji doma na Madagaskarju. Malgaši ga častijo in igra pomembno vlogo v njihovih mitih in legendah z različnimi obstoječimi zgodbami, ki pojasnjujejo njegov izvor. Glavne grožnje, s katerimi se soočajo indriji, so uničevanje in razdrobljenost habitatov zaradi požigalništva v kmetijstvu, sekanja lesa za kurjavo in krčenja gozdov. Tudi lovijo ga kljub tabujem. Svetovna zveza za varstvo narave je njegov varstveni status ocenila kot skrajno ogrožen.

## Etimologija
Ime indri najverjetneje izhaja iz domačega malgaškega imena za žival, endrina. Pogosto ponovljena, vendar napačna zgodba je, da ime izhaja iz indry [ˈiɳɖʐʲ], kar pomeni 'tam' ali 'tam je'. Francoski naravoslovec Pierre Sonnerat, ki je žival prvi opisal, naj bi slišal, da je Malgaš pokazal na žival, in je besedo vzel za njeno ime. Domneva se, da je morda slišal lokalno ime endrina, ki se uporablja. Drugo malgaško ime za žival je babakoto [bəbəˈkut]. Babakoto se najpogosteje prevaja kot 'prednik' ali 'oče', vendar je možnih več prevodov. Koto je malgaška beseda za 'malega dečka', baba pa je izraz za 'očeta', zato se beseda babakoto lahko prevede kot 'oče majhnega dečka'. Dinamika med očetom in sinom mnogih mitov o izvoru babakoto pomaga razložiti malgaško ime.

## Fizične lastnosti
Indri je poleg venčaste sifake (Propithecus diadema) največji lemur, ki še obstaja; oba imata povprečno težo okoli 6,5 kg. Tehta lahko do 9,0 kg do 9,5 kg in morda do 15 kg. Dolžina glave in telesa je 64–72 cm  in lahko doseže skoraj 120 cm s popolnoma iztegnjenimi nogami.
Indri je navpični oklepalec in skakalec in tako drži svoje telo pokonci, ko potuje skozi drevesa ali počiva v vejah. Ima dolge, mišičaste noge, s katerimi se poganja od debla do debla. Njegove velike zelenkaste oči in črn obraz obkrožajo okrogla, mehka ušesa. Za razliko od katerega koli drugega živečega lemurja ima indri le osnovni rep. Svilnato krzno je večinoma črno z belimi lisami vzdolž okončin, vratu, temena in spodnjega dela hrbta. Različne populacije te vrste kažejo velike razlike v barvi, nekatere severne populacije pa sestavljajo večinoma ali popolnoma črni posamezniki. Obraz je gol s bledo črno kožo in včasih obrobljen z belim krznom.
Zaradi teh barvnih variacij je Colin Groves leta 2005 naštel dve podvrsti indri: temni Indri indri indri iz severnega dela njegovega območja in relativno bledi Indri indri variegatus iz južnega dela. Poznejše izdaje Lemurjev z Madagaskarja Russella Mittermeierja et al. ne priznavajo te klasifikacije in nedavno genetsko in morfološko delo kaže, da je variacija v indriju klinična.

- v narodnem parku Andasibe-Mantadia
- Mladuč
- Odrasel in mladič

## Vedenje
Indri prakticira dolgotrajno monogamijo in išče novega partnerja šele po smrti zakonca. Živi v majhnih skupinah, ki jih sestavljajo parjeni samec in samica ter njuni dozorevajoči potomci. V bolj razdrobljenih gozdovih svojega območja lahko indri živijo v večjih skupinah z več generacijami. Razdrobljenost habitatov omejuje mobilnost in zmožnost teh velikih skupin, da se razdelijo na manjše enote.
Tako kot mnoge druge vrste lemurja tudi indri živijo v družbi prevladujoče samice. Prevladujoča samica pogosto izpodrine samce na nižje veje in revnejša prehranjevalna območja in je običajno tista, ki vodi skupino med potovanjem.
Običajno je, da se skupine dnevno premaknejo 300–700 m, pri čemer večino razdalje prepotujejo sredi poletja v iskanju sadja. Indriji spijo na drevesih približno 10–30 m nad tlemi in običajno spijo sami ali v parih. Običajno je, da mlade samice indris, občasno odrasle samice, tiho igrajo rokoborbo od nekaj sekund do 15 minut. Člani ene same skupine bodo skupaj urinirali in iztrebljali na enem izmed številnih izbranih območij za iztrebljanje na svojem ozemlju.

### Razmnoževanje
Indris doseže spolno zrelost med 7. in 9. letom starosti. Samice rodijo potomce vsaki dve do tri leta, z brejostjo okoli 120-150 dni. En mladič se običajno rodi maja ali junija. Samica je primarna skrbnica, čeprav samec pomaga, ostane s svojo partnerico in potomcem. Mladiči se rodijo večinoma ali popolnoma črni in začnejo kazati belo obarvanost (če sploh) med četrtim in šestim mesecem starosti. Mladič se oklepa maminega trebuha do svojega četrtega ali petega meseca starosti, takrat pa je že pripravljen prestopiti na njen hrbet. Indri začne kazati samostojnost pri osmih mesecih, vendar ne bo popolnoma neodvisen od matere, dokler ni star vsaj dve leti.

### Komunikacija
Indri ustvarja glasne, značilne pesmi, ki lahko trajajo od 45 sekund do več kot 3 minute. Trajanje in struktura pesmi se razlikuje med skupinami in celo znotraj njih, vendar ima večina pesmi trifazni vzorec.
Običajno bo pred bolj značilnimi vokalizacijami nekajsekundno rjoveče zaporedje. V tem rjovenju sodelujejo vsi člani skupine razen zelo mladih, vendar v sami pesmi prevladuje odrasli par. Sledijo rjovenju z dolgim zaporedjem not, za katerega so značilni toni, dolgi do pet sekund. Za tem je padajoče zaporedje stavkov. Vpitje se začne z visokim tonom in postaja postopoma nižje. Običajno je, da dva ali več indrijev uskladita čas svojih padajočih tonov, da tvorita duet.
Različne indri skupine običajno pojejo zaporedno in se odzivajo druga na drugo. Poleg utrjevanja stikov med skupinami lahko pesmi sporočajo teritorialno obrambo in meje, okoljske razmere, reproduktivni potencial članov skupine in opozorilne signale. Indri lahko pojejo po motnjah, kot so grmenje, letala, oglašanje ptic in drugo oglašanje lemurjev. Skupina bo pela skoraj vsak dan, do sedemkrat na dan. Najvišje ure petja so med 7. in 11. uro. Dnevna frekvenca petja je največja v času gnezdenja indrijev od decembra do marca.
Identificiranih je bilo več drugih indri vokalizacij. 'Rjovenje' se uporablja tudi kot opozorilni signal za zračne plenilce, kot so jastrebi. Indri oddajajo 'hukanje', da opozorijo na kopenske plenilce, kot je fosa. Druge vokalne kategorije vključujejo 'grunt', 'kis', 'wheeze' in 'hum'. Namen teh ni dobro razumljen.
Indri se pred petjem pomaknejo v krošnje dreves, kar jim omogoča, da jih slišijo do 4 km daleč.

### Prehrana in hranjenje
Indri je rastlinojedec in predvsem listojed. Najraje ima mlade, nežne liste, jedel pa bo tudi semena, plodove in cvetove. Zdi se, da imajo samice indri raje nezrele liste kot samci in več časa preživijo med iskanjem hrane med njimi. Zaužijemo veliko različnih rastlinskih vrst, pri čemer so člani družine Lovorovke vidno v prehrani. Indri porabi malo nedrevesne vegetacije.
Za hranjenje indri z zobmi odtrga list ali drug del rastline. Z rokami vleče drevesne veje bližje ustom.
Reproduktivno zrele samice imajo prednost pri dostopu do virov hrane, zato si hrano iščejo višje na drevesih kot samci.

## Distribucija
Ta lemur naseljuje nižinske in gorske gozdove vzdolž vzhodne obale Madagaskarja, od Réserve Spéciale d’Anjanaharibe-Sud(Posebni rezervat Anjanaharibe-Sud: razširitev deževnih gozdov Atsinanane) na severu do reke Mangoro na jugu. Na polotoku Masoala in v narodnem parku Marojejy jih ni, čeprav sta obe regiji povezani z gozdovi, kjer se indri pojavljajo manj kot 40 km stran.

## Odnos z ljudmi

### Mitologija
Povsod po Madagaskarju je indri cenjen in zaščiten s fady (tabuji). Legenda o poreklu indrija je podana v neštetih različicah, vendar ga vsi obravnavajo kot sveto žival, ki se je ne sme loviti ali poškodovati.
Večina legend vzpostavlja tesen odnos med indriji in ljudmi, mnoge pa se sklicujejo na skupno poreklo. V nekaterih regijah so verjeli, da sta dva brata živela skupaj v gozdu, dokler se eden od njiju ni odločil zapustiti in obdelovati zemlje. Ta brat je postal prvi človek, brat, ki je ostal v gozdu, pa prvi indri. Indri joka v žalovanju za svojim bratom, ki je zašel.
Druga legenda pripoveduje o možu, ki je šel v gozd na lov in se ni vrnil. Njegova odsotnost je zaskrbela sina, ki ga je šel iskat. Ko je izginil tudi sin, so se ostali vaščani podali v gozd in iskali oba, vendar so odkrili le dva velika lemurja, ki sta sedela na drevesih: prvega indri. Fant in njegov oče sta se preobrazila. V nekaterih različicah se preoblikuje samo sin in jokanje babakota je podobno očetovemu jokanju za izgubljenim sinom.
Druga človeška lastnost indrija je njegovo obnašanje na soncu. Tako kot njegovi sorodniki sifake se indri pogosto ukvarja s tem, kar je bilo opisano kot sončenje ali čaščenje sonca. Ko sonce vsako jutro vzide, bo sedel in se obrnil proti njemu z veje drevesa s prekrižanimi nogami, ravnim hrbtom, nizko spuščenimi rokami z dlanmi, obrnjenimi navzven ali naslonjenimi na kolena, in napol zaprtimi očmi. Biologi oklevajo, ali bi to vedenje imenovali čaščenje sonca, saj je izraz morda preveč antropomorfen. Vendar pa mnogi Malgaši verjamejo, da indri častijo sonce.

### Ohranjanje
Prvi film o indriju je bil posnet z uporabo vab na traku na odpravi, ki je bila osnova za BBC-jevo serijo Davida Attenborougha iz leta 1961 Zoo Quest to Madagascar.
Indri je skrajno ogrožena vrsta. Medtem ko so ocene populacije negotove (1000–10.000 osebkov), se zdi, da se populacija hitro zmanjšuje in se lahko zmanjša za 80 % v naslednjih treh generacijah (~36 let). Primarne grožnje njegovemu obstoju so uničevanje in razdrobljenost habitatov zaradi požigalništva v kmetijstvu, nabiranja lesa za kurjavo in sečnje. Tovrstno uničenje se dogaja tudi na zavarovanih območjih.
Indri se tudi pogosto lovi, kljub številnim mitom o izvoru in tradicionalnim tabujem (fady), ki ga imajo za svetega. Kulturna erozija in priseljevanje sta delno kriva za razpad tradicionalnih prepričanj. V nekaterih primerih Malgaši, ki se zamerijo zaščitniški modi, najdejo načine, da jih zaobidejo. Ljudje, ki jim moda prepoveduje uživanje indrijev, lahko še vedno lovijo lemurje in prodajajo njihovo meso, tisti, ki jim je prepovedano ubijati indrije, pa jih lahko še vedno kupujejo in uživajo. Meso Indri je v nekaterih regijah cenjeno kot poslastica.
Samo en indri je živel več kot eno leto v ujetništvu in nobeden se ni uspešno razmnožil v ujetništvu.